# João Pires da Maia
João Pires da Maia (c.1160 - depois de 1226), Nobre e rico-homem do Reino de Portugal, viveu durante os reinados de Afonso I de Portugal, Sancho I de Portugal, Afonso II de Portugal e Sancho II de Portugal. Exerceu o governo da tenência da Maia entre os anos de 1217 e 1226.

## Primeiros anos: o senhorio da Maia e a entrada na corte
Terá nascido por volta de 1160, sendo filho de Pedro Pais da Maia, O Alferes e de Elvira Viegas de Ribadouro, filha de Egas Moniz IV de Ribadouro, chamado O Aio e de Teresa Afonso de Celanova. Pouco ou nada mais se sabe sobre a sua infância.
Por volta de 1198, herdou o solar dos seus ilustres antepassados, a chefia da Casa da Maia, e o senhorio da Maia (que se estendia naquele tempo rio Douro ao rio Lima). Revela-se um hábil governante, contribuindo decisivamente para a desobstrução da foz do rio Ave, conhecido então pela sua boa navigabilidade, mandando quebrar um enorme penedo que estava no meio do rio. Desde então, começaram a entrar pela foz navios, baixéis e outros barcos carregados de panos, sal, chumbo, estanho, etc., com os quais, em sua vida, se ativou imenso o comércio e se forneciam daqueles produtos as populações locais e do interior. Auxiliou ainda à formação de novas vilas como Onda, Cabanelas, etc.
Apesar de atos como este, que contribuíam efetivamente para o bom funcionamento das povoações, outros provocou que tinham uma intenção mais egoísta, e que prejudicava os direitos da coroa: apesar de povoador e de ter criado nestas povoações o sistema de beetria, impunha-se nelas como o governante escolhido. Desde que Onda estava nas mãos de João Pires, foi sempre honrada, por domínio próprio. João coutou a vila honrada de Trasleça que deixou aos leprosos de Alfena pelas suas próprias mãos. Foi senhor de muitas outras honras, como Bitarães e Britiande.
João surge, provavelmente pela primeira vez, na documentação em 1211, confirmando na corte régia a doação de Cervelha e Figueiró a Gil Julião (filho do célebre chanceler Julião). 
O seu casamento com Guiomar Mendes de Sousa, da família mais poderosa do reino, os Sousas, trouxe-lhe não só grande aumento de bens (por exemplo, S. Vicente de Goim, julgado de Lousada) como grande influência política e ainda uma grande ligação que haveria de manifestar inclusive na morte.

## O testamento de Sancho I e as suas consequências
Em 1209, Sancho I mandara lavrar testamento, segundo o qual dava às suas filhas, Mafalda, Teresa e Santa Sancha, respetivamente a posse dos castelos de Montemor-o-Velho, Seia e Alenquer, com as respectivas vilas, termos, alcaidarias e rendimentos. Pouco antes da sua morte em 1211, Sancho I nomeara seus testamenteiros Gonçalo Mendes II de Sousa, Lourenço Soares de Ribadouro, Gonçalo Soares, Pedro Afonso de Ribadouro, e Martim Fernandes de Riba de Vizela, para fazerem válido o seu testamento. Não tardaria a descobrir-se que se teriam de fazer valer os direitos do rei à força:o infante Afonso não concordou com o testamento deixado pelo pai e recusou cumpri-lo.

### A divergência nobiliárquica
Desta forma, os primeiros anos do reinado do sucessor, Afonso II de Portugal, foram marcados por violentos conflitos internos entre o rei e as suas irmãs Mafalda, Teresa e Santa Sancha de Portugal. Afonso, tentando evitar a supremacia da influência dos nobres no seu governo, pretendia centralizar o seu poder, mas para isso incorria contra as irmãs e em último caso contra o testamento paterno. Gonçalo Mendes, cunhado de João, ffora talvez o executor testamentário mais zeloso, muito provavelmente dada a proximidade ao defunto rei. Assim é perfeitamente compreensível que Gonçalo tivesse defendido intensamente a posição das infantas, sobretudo nas terras onde dominava como tenente: Montemor-o-Novo, Sesimbra, Lisboa, Sintra, Torres Vedras, Abrantes e Óbidos, além das já referidas, inaugurando um período no qual os Sousas, firmes apoiantes da realeza portuguesa, se lhe opunham pela primeira vez.
Alguns dos cinco grandes nobres citados juntaram-se a ele na defesa da posição das três rainhas de Portugal: Teresa, Sancha e Mafalda. Mas alguns permaneceram do lado do rei: sabe-se que Lourenço Soares de Ribadouro se terá mantido do lado do novo rei, sendo esta posição também compreensível dado o estreito vínculo que unia a Casa de Ribadouro à Casa Real: Afonso I de Portugal fora pupilo de Egas Moniz, o Aio; e mais tarde várias damas daquela família haviam educado infantes (como o caso de Urraca Viegas de Ribadouro, tia de Lourenço, que educara a Rainha Mafalda).

### Ainvasãode Maria Pais Ribeira
À morte de Sancho I, João não teria presentes os problemas políticos do cunhado, mas também a sua situação estava prestes a complicar-se: começaram as prepotências de novos senhores, entre eles, a celebrada Maria Pais Ribeira, amante do falecido Sancho I, que passou a residir em Vila do Conde, na foz do rio Ave e, como senhora da sua margem esquerda, demandava dos barcos de comércio que aí aportavam tributos avultados, através do seu mordomo, por forma que a atividade decaiu quase por completo, perdendo-se assim boa parte dos resultados da administração de João.

### A ocupação minhota do infante Martim Sanches
Martim Sanches, filho bastardo do defunto rei, encontrava-se nesse momento na Galiza. Desentendendo-se com Afonso II, refugiara-se, como outros irmãos, em outros reinos. Quando chegou a Leão, fora-lhe encomendado o governo da Galiza pelo então rei de Leão, Afonso IX. Muito provavelmente aproveitando as querelas políticas entre os irmãos e entre uma boa parte da nobreza, Martim reuniu uma hoste de soldados e invadiu o Minho, devastando tudo à sua passagem, incitado provavelmente pelo Arcebispo de Braga, Estêvão Soares da Silva. 
João Pires da Maia destacou-se pela grande valentia com que lutou na lide da Várzea, contra esta invasão nortenha, derrubando inúmeros leoneses. Porém não foi suficiente para conter a investida, e acabou por ser derrotado. O próprio rei acabaria, pouco depois, por fazer o irmão retroceder para Leão.

### As consequências do conflito sucessório
A posição do cunhado teve consequências imediatasː foi retirado do cargo de mordomo, e a sua hegemonia na corte viu também um fim, sendo afastado. Na mordomia é substituído por Martim Fernandes, um dos executores testamenteiros que, como se pode depreender, terá ficado do lado do rei, como Lourenço Soares.
Este conflito seria resolvido com intervenção do Papa Inocêncio III; o rei indemnizaria as infantas com uma soma considerável de dinheiro, e a guarnição dos castelos foi confiada a cavaleiros templários, mas era o rei que exercia as funções soberanas sobre as terras e não as infantas. Porém os Sousas seriam renegados durante todo o reinado, e assim sendo saíram de Portugal, refugiando-se em outras cortes peninsulares.

## A menoridade de Sancho II e o reaparecimento dos Sousas
A morte prematura de Afonso II de Portugal em 1223 permitiu o regresso da família de Sousa, aproveitando a menoridade de Sancho II de Portugal para readquirirem influência. De facto, no assento da demanda entre as infantas e a coroa, estabelecida em 1223, reinando já Sancho II, e com a qual afirmava a infanta-rainha Mafalda que o castelo de Montemor poderia ser entregue a oito fidalgos, entre eles Gonçalo Mendes. Este no entretanto herdara várias tenências do cunhado.
O cunhado, Gonçalo Mendes II de Sousa, consegue novamente a mordomia em dezembro de 1224, mantendo-se depois na corte sem o cargo até 1226, e fica à frente do governo de várias tenências. 
A casa de Sousa teve o domínio do País e do jovem Sancho II na menoridade deste. Não é singular, pois, que apareça entre os ricos-homens do tempo confirmando escrituras régias da referida menoridade, como a carta de couto ao mosteiro de Tarouquela (dezembro de 1224), o foral de Santa Cruz de Vilariça (junho de 1225), e o de Marvão (1226).

## Últimos anos e morte
João Pires faleceu durante a nova queda do poderio sousão, uma vez que o novo rei, sem expulsar diretamente a família, voltou a retirá-la da ribalta. Até na sua morte manifesta a grande ligação à sua família política: por vontade testamentária declara que as filhas seriam criadas pela mãe e pela família materna.

## Matrimónio e descendência
Casou com Guiomar Mendes de Sousa,  filha de Mendo Gonçalves I de Sousa, o Sousão , (conde e mordomo-mor de Sancho I de Portugal) e de Maria Rodrigues Veloso, de quem só teve descendência feminina. Os bens da família acabaram assim divididos entre as famílias dos seus genros:
- Maria Anes da Maia (m.1279), casou com Gil Martins de Riba de Vizela,[14][15][13]
- Teresa Anes da Maia, casou em 1235 com Fernão Anes de Lima,[15][13] filho de  João Fernandes de Lima o Bom e de Berengária Afonso de Baião,[14]
- Elvira Anes da Maia (m.1258), casou com Rui Gomes de Briteiros.[14][15][13]